# V417 Возничего
V417 Возничего (лат. V417 Aurigae), HD 33671 — кратная звезда в созвездии Возничего на расстоянии приблизительно 999 световых лет (около 306 парсеков) от Солнца.
Пара первого и второго компонентов (WDS J05135+3539A) — двойная затменная переменная звезда типа Алголя (EA). Видимая звёздная величина звезды — от +8,15m до +7,92m. Орбитальный период — около 1,8655 суток.

## Характеристики
Первый компонент — белая звезда спектрального класса A0 или B9V. Масса — около 3,498 солнечных, радиус — около 3,365 солнечных, светимость — около 26,99 солнечных. Эффективная температура — около 9537 K.
Третий компонент — коричневый карлик. Масса — около 32,78 юпитерианских. Удалён на 2,27 а.е..
Четвёртый компонент (WDS J05135+3539B). Видимая звёздная величина звезды — +11,59m. Удалён на 0,7 угловой секунды.